# 東映デジタルラボ
東映デジタルラボ株式会社（とうえいデジタルラボ）は、映画・配信ドラマ、テレビ作品のカラーグレーディングやノンリニア編集などを行うポストプロダクションの企業である。東映グループ傘下。東映ラボ・テック株式会社の子会社。

## 概要
1987年8月、東京都港区赤坂に株式会社東映化学赤坂ビデオセンター（とうえいかがくあかさかビデオセンター、TOVIC）として設立。ビデオ編集・MAのポストプロダクション部門として営業していた。
2010年8月、東映東京撮影所内に総合ポストプロダクション施設「東映デジタルセンター」が新設されたのを機に、赤坂ビデオセンターを閉鎖し「東映ラボ・テックのデジタル事業部」として業務内容を変更。同時に社名を「東映デジタルラボ株式会社」に変更した。
企業コンセプトは、映画・テレビ・Web動画・BD/DVD等全てのレンジに対応した、“入口”から“出口”までの一貫作業を行うことで、次世代のポストプロダクションにおける“STANDARDの確立”を目指す事。コーディネーター室、カラーリストグループ、エディターグループ、エンコードグループ、業務グループ、システムグループなど部署が分かれている。
東映の子会社だが、東映に限らず他社配給の作品やネット配信会社の作品などを広く手掛ける。

## 制作に関与した作品
旧社名：東映化学赤坂ビデオセンター（TOVIC）時代を含む

### TVシリーズ

#### 2003年
- こちら本池上署　第2シリーズ

#### 2014年
- ワールドトリガー

#### 2015年
- 警視庁　捜査一課長
- 警視庁　捜査一課9係
- 仮面ライダー　ゴースト
- 手裏剣戦隊ニンニンジャー

#### 2016年
- 刑事7人
- 相棒　season16
- 動物戦隊ジュウオウジャー
- 仮面ライダーエグゼイド
- 獣雷戦隊キョウリュウジャーブレイブ
- 科捜研の女　16

#### 2017年
- 仮面ライダービルド
- 相棒　season17
- 宇宙戦隊キュウレンジャー

#### 2018年
- 快盗戦隊ルパンレンジャーVS警察戦隊パトレンジャー
- 仮面ライダージオウ
- おしりたんてい

#### 2019年
- 仮面ライダーゼロワン
- べしゃり暮らし
- 騎士竜戦隊リュウソウジャー
- 相棒　season18

#### 2020年
- 魔進戦隊キラメイジャー
- 仮面ライダーセイバー
- DRAGON QUEST -ダイの大冒険-

#### 2022年
- ミラキュラス レディバグ&シャノワール ※テレビ東京版のみ

#### 2025年
- キミとアイドルプリキュア♪

### 劇場公開作品

#### 2007年
- Dear Friends
- 天使がくれたもの
- 仮面ライダー THE NEXT
- エクスクロス

#### 2008年
- ネガティブハッピー・チェーンソーエッヂ
- 劇場版 さらば仮面ライダー電王 ファイナルカウントダウン
- 相棒-劇場版- 絶体絶命！
- Missing
- 釣りキチ三平
- 神様のパズル
- 少年メリケンサック
- ラストゲーム 最後の早慶戦
- 劇場版 仮面ライダーキバ 魔界城の王/炎神戦隊ゴーオンジャー
- まぼろしの邪馬台国
- The Ramen Girl

#### 2009年
- プライド
- 仮面ライダー×仮面ライダー W&ディケイド MOVIE大戦2010
- 相棒シリーズ 鑑識・米沢守の事件簿
- 火天の城
- レイン・フォール/雨の牙
- 幼獣マメシバ
- Blood ブラッド
- 劇場版 仮面ライダーディケイド オールライダー対大ショッカー
- 今度は愛妻家
- 釣りキチ三平
- 笑う警官

#### 2010年
- 孤高のメス
- 怪談レストラン
- 相棒-劇場版Ⅱ-　警視庁占拠！特命係の一番長い夜
- ゼブラーマン-ゼブラシティの逆襲-
- 必死剣 鳥刺し
- ねこタクシー
- 仮面ライダーW FOREVER AtoZ/運命のガイアメモリ
- 仮面ライダーx仮面ライダーx仮面ライダーTHE MOVIE 超・電王トリロジーEPISODE RED
- 仮面ライダー×仮面ライダー オーズ&ダブル feat.スカル MOVIE大戦CORE
- 君が踊る、夏
- 半次郎

#### 2011年
- ジーン・ワルツ
- 天装戦隊ゴセイジャーVSシンケンジャー エピックon銀幕
- わさお
- 仮面ライダーオーズ　WONDERFUL 将軍と21のコアメダル
- ねこばん3D　とび出すにゃんこ
- ハードロマンチッカー
- 探偵はBARにいる
- 大木家のたのしい旅行
- ツレがうつになりまして。
- 僕達急行 A列車で行こう
- 東京オアシス

#### 2012年
- はやぶさ 遥かなる帰還
- 種まく旅人〜みのりの茶〜
- アフロ田中
- レンタネコ
- 旅の贈りもの 明日へ
- 北のカナリアたち
- ぼくが処刑される未来
- 仮面ライダーフォーゼ THE MOVIE みんなで宇宙キターッ!
- 臨場 劇場版
- HOME 愛しの座敷わらし
- 苦役列車
- 愛と誠
- PIECE 記憶の欠片

#### 2013年
- つやのよる
- 恋する歯車
- 特命戦隊ゴーバスターズVS海賊戦隊ゴーカイジャー THE MOVIE
- 藁の盾
- 草原の椅子
- モンスター
- 携帯電話はつながらない
- 仮面ライダー×スーパー戦隊×宇宙刑事 スーパーヒーロー大戦Z
- 探偵はBARにいる2 ススキノ大交差点
- くちづけ
- 劇場版 仮面ライダーウィザード in Magic Land
- フィギュアなあなた
- THE TIGER MASK

#### 2014年
- 僕は友達が少ない
- 花と蛇 ZERO
- 愛の渦
- 花宵道中
- 偉大なるしゅららぼん
- ハイキック・エンジェルス
- 新選組オブ・ザ・デッド
- 相棒 -劇場版III- 巨大密室! 特命係 絶海の孤島へ
- キカイダー REBOOT
- 劇場版 仮面ライダー鎧武 サッカー大決戦!黄金の果実争奪杯!
- 幕末高校生
- イン・ザ・ヒーロー
- ふしぎな岬の物語
- ぼんとリンちゃん
- さいはてにて
- 想いのこし
- 祖谷物語 おくのひと

#### 2015年
- 烈車戦隊トッキュウジャーVSキョウリュウジャー THE MOVIE
- 蔦監督-高校野球を変えた男の真実-
- スーパーヒーロー大戦GP　仮面ライダー3号
- 手裏剣戦隊ニンニンジャー THE MOVIE 恐竜殿様アッパレ忍法帖！
- 王妃の館
- ズタボロ
- クロスロード
- at Home
- アゲイン 28年目の甲子園
- 海難1890
- 猫侍 南の島へ行く
- 黒の牛
- お化け屋敷列伝／戦慄迷宮MAX

#### 2016年
- さらばあぶない刑事
- 猫なんかよんでもこない。
- バースデーカード
- みんな好いとうと♪
- 春なれや
- Oh My Z!
- あやしい彼女
- 探偵ミタライの事件簿 星籠の海
- 疾風ロンド
- HiGH&LOW THE RED RAIN
- 溺れるナイフ
- 仮面ライダー平成ジェネレーションズ Dr.パックマン対エグゼイド&ゴーストwithレジェンドライダー

#### 2017年
- 劇場版　動物戦隊ジュウオウジャーVSニンニンジャー 未来からのメッセージ from スーパー戦隊
- 宇宙戦隊キュウレンジャー　THE MOVIE ゲース・インダベーの逆襲
- 相棒 -劇場版IV- 首都クライシス 人質は50万人! 特命係 最後の決断
- 映画 山田孝之3D
- こいのわ 婚活クルージング
- あゝ、荒野
- TAP THE LAST SHOW
- 笑う招き猫
- ラストレシピ〜麒麟の舌の記憶〜
- 探偵はBARにいる3
- ナラタージュ
- 仮面ライダー×スーパー戦隊 超スーパーヒーロー大戦
- ハルチカ
- 流山三銃士
- 火花
- ブルーハーツが聴こえる 〜ハンマー48億のブルース〜
- BIOHAZARD~VENDETTA~
- 最低。

#### 2018年
- ビブリア古書堂の事件手帖
- ドラゴンボール超 ブロリー
- 劇場版　仮面ライダービルド Be The One
- 嘘八百
- 犬猿
- 覚悟はいいかそこの女子。
- honey
- 終わった人
- アウト＆アウト
- 孤狼の血
- 寝ても覚めても
- 焼肉ドラゴン
- 仮面ライダー平成ジェネレーションズFOREVER
- 猫は抱くもの
- 花は咲くか
- 愛しのアイリーン
- 食べる女
- 快盗戦隊ルパンレンジャーVS警察戦隊パトレンジャー en film
- ここは退屈迎えに来て
- パパはわるものチャンピオン
- 体操しようよ

#### 2019年
- ある船頭の話
- がっこうぐらし!
- 閉鎖病棟 -それぞれの朝-
- 劇場版　ONE PIECE STAMPEDE
- ホットギミック ガールミーツボーイ
- うちの執事が言うことには
- この道
- 東映まんがまつり
- うちうちの面達は。（VIPO ndjc 2018)
- 映画 としまえん
- チワワちゃん
- TAKAYUKI YAMADA DOCUMENTARY 「No Pain,No Gain」
- 愛唄-約束のナクヒト-
- L・DK　ひとつ屋根の下、「スキ」がふたつ。
- 漫画誕生
- 多十郎殉愛記
- 半世界
- JK☆ROCK
- 映画 賭ケグルイ
- 轢き逃げ 最高の最悪な日
- さよならくちびる
- Paradise Next 亡命之途
- DANCE WITH ME
- 凪待ち
- 台風家族
- 羊とオオカミの恋と殺人
- カツベン!
- 仮面ライダー 令和 ザ・ファースト・ジェネレーション
- 死神遣いの事件簿-傀儡夜曲-
- リトル・サブカル・ウォーズ　〜ヴィレヴァン！の逆襲〜
- 波乗りオフィスへようこそ
- STARTUP GIRLS
- 殺さない彼と死なない彼女
- “隠れビッチ”やってました。

#### 2020年
- 犬鳴村
- デジモンアドベンチャー LAST EVOLUTION 絆
- シグナル100
- ステップ
- 明日、キミのいない世界で
- AWAKE
- ドクター・デスの遺産
- 嘘八百 京町ロワイヤル
- 十二単を着た悪魔
- 癒しのこころみ〜自分を好きになる方法〜
- オレたち応援屋！！We are Oh!Yeah!!
- MOTHER マザー
- おらおらでひとりいぐも
- 八王子ゾンビーズ
- シュシュシュの娘
- ホテルローヤル
- 朝が来る
- 胸が鳴るのは君のせい
- アンダードッグ
- 大綱引の恋
- 森山大道ドキュメンタリー映画　過去はいつも新しく、未来はつねに懐かしい
- 仮面病棟
- 記憶の技法

#### 2021年
- サマーフィルムにのって
- 映画 賭ケグルイ 絶体絶命ロシアンルーレット
- HOKUSAI
- はるヲうるひと
- 明日の食卓
- ブルーヘブンを君に
- ゾッキ
- 樹海村
- きまじめ楽隊のぼんやり戦争
- すばらしき世界
- スーパー戦闘 純烈ジャー
- 仮面ライダー ビヨンド・ジェネレーションズ
- NO CALL NO LIFE
- Bittersand
- 彼女
- 明け方の若者たち
- ホムンクルス
- 劇場版 バイプレイヤーズ
- 孤狼の血 LEVEL2
- おもいで写真
- お終活 熟春!人生、百年時代の過ごし方

#### 2022年
- 弟とアンドロイドと僕
- 大怪獣のあとしまつ
- 牛首村
- 決戦は日曜日
- 冬薔薇
- シン・ウルトラマン
- ドラゴンボール超 スーパーヒーロー
- 死刑にいたる病
- ヘルドッグス
- ハケンアニメ!
- すずめの戸締まり
- THE FIRST SLAM DUNK

#### 2023年
- THE LEGEND & BUTTERFLY
- シン・仮面ライダー
- 怪物
- 忌怪島/きかいじま
- キングダム 運命の炎
- 君たちはどう生きるか
- Gメン
- リボルバー・リリー
- 禁じられた遊び

### その他

#### Web
- メカニズム映画祭「カラダカルピス」
- スマホラー（スマホアプリ「smash.」）

#### CM
- 映画と生きる　映画に生きる

#### Amazon Prime
- 賭ケグルイ　双
- ある夜、彼女は明け方を想う
- BACHELOR JAPAN
- BACHELOR JAPAN　シーズン２
- BACHELOR JAPAN　シーズン3
- BACHELOR JAPAN　シーズン4
- Bachelorette JAPAN

### リマスター
- 白蛇伝
- ウルトラセブン　4K　リマスター版
- シティーハンターシリーズ